# Coco Chanel
Gabrielle Bonheur Chanel, känd som Coco Chanel, född 19 augusti 1883 i Saumur i Maine-et-Loire i Pays-de-la-Loire, död 10 januari 1971 på Hôtel Ritz Paris i Paris, var en fransk modeskapare.

## Biografi
Chanel växte upp med sin ensamstående mor Eugénie Jeanne Devolle Chanel efter att hennes far, Albert Chanel, övergivit hemmet. När Chanel var 12 år gammal dog hennes mor i bronkit. Hennes far skickade då hennes två bröder för att arbeta på en gård, och han lämnade Chanel och hennes båda systrar till barnhemmet i klostret Aubazine. På barnhemmet lärde hon sig sömnad och det gjorde att hon så småningom kunde bli modist. I tjugoårsåldern sjöng hon några år som varietéartist och använde då det påhittade artistnamnet Coco. Med ambitionen att ge kvinnor samma frihet som män skapade Coco Chanel sparsmakade men sofistikerade kläder som befriade kvinnan från att använda korsett. 
1909 öppnande hon en hattateljé i bottenvåningen i ett hus på 160 Boulevard Malesherbes i Paris. Huset tillhörde hennes älskare Étienne Balsan. Hon slog sedan in på modistbanan och öppnade sin första butik 1910 med hjälp av en kredit och borgen från Étienne Balsans vän Boy Capel, som hade blivit Chanels nya älskare. Butiken fick namnet "Chanel Modes" och låg på 21 Rue Cambon i Paris. Nio år senare öppnade hon en ny butik i närheten av den gamla. Denna flaggskeppsbutik kom att ge henne stora framgångar. Chanel var sin egen favoritmodell och sågs ofta bära sina hattar på foton. Hennes hattar blev mycket populära efter att de burits av kända skådespelerskor och då fick tillräckligt med uppmärksamhet för att avbildas i modetidskrifter. Hennes stora genombrott kom 1912 när den franska skådespelerskan Gabrielle Dorziat bar hennes hattar i Fernand Nozières pjäs Bel-Ami, baserad på boken med samma namn.
1913 öppnade hon modeboutiquen Chanel Modes i Deauville. Chanels verksamhet växte snabbt.

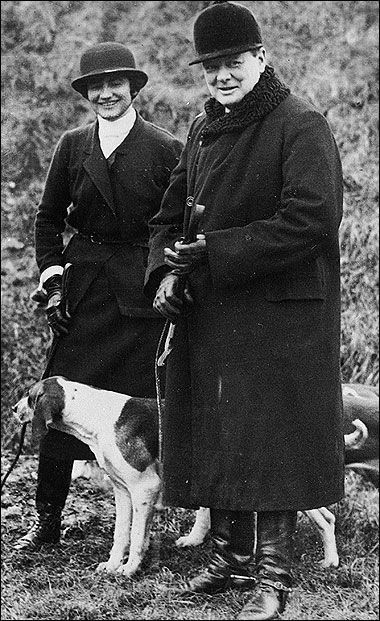
Winston Churchill och Coco Chanel (1920).

Chanel var en produktiv modeskapare och utvidgade sitt inflytande bortom haute couture genom att förverkliga sin designestetik i smycken, handväskor och parfym. Hennes signaturparfym, Chanel N° 5, har blivit en berömd produkt och Chanel designade själv sitt berömda sammanlåsta CC-monogram, som har använts sedan 1920-talet.
Under Andra världskriget ansågs Chanel ha samarbetat med nazisterna, och hon greps i september 1944 av Le Comité d'Epuration, som grep kollaboratörer. Hon släpptes dock efter tre timmar. Enligt dokument som av misstag offentliggjordes 1972 av brittiska utrikesministeriet så kände hon till hemligheter som inte fick bli avslöjade. Det hon kände till visade sig senare vara att Winston Churchill hade brutit mot sin egen lag om samröre med fienden genom att betala tyskarna från år 1940 för att skydda hertigen av Windsors egendomar.
Senare grundade hon sitt eget modehus, Chanel. 1954 lanserade hon en typ av dräkt som är typisk för hennes radikala syn på kvinnomodet. Hon ville att kvinnornas kläder skulle vara mjuka, följsamma och funktionella. Hon gav världens kvinnor bland annat "den lilla svarta", en klänning som i regel kännetecknas av elegans, och parfymen Chanel No 5. Hon designade även en känd väska, Chanel 2.55, i februari 1955.
Hotellet Ritz i Paris var hennes hem i 37 år, där hon bodde i tre rum med utsikt över Place Vendôme. Hon dog på en söndag, den 10 januari 1971.

## Chanelimperiet

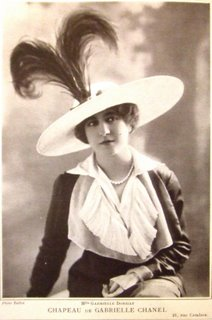
Gabrielle Dorziat med en av de första hattarna Coco Chanel skapade.

Chanel Nº 5 i den klassiska flaskan.

Coco Chanel höll alltid de kläder hon designade enkla, bekväma och avslöjande. Hon använde ofta vad som då ansågs vara dåligt tyg, exempelvis jersey.
Chanel gav år 1921 ut sin första kännetecknande parfym, Chanel No. 5. Parfymen var den första att ha sin designers namn och har åtnjutit en oerhörd framgång sedan dess introduktion på marknaden. Genom Chanel No. 5 satte Chanel standarden för efterföljande designers.
1983 anställdes Karl Lagerfeld som designer hos modehuset Chanel. Fram till sin död 2019 var Lagerfeld creative director för Chanel, Fendi och sitt eget varumärke Karl Lagerfeld.